# 최나래 (1980년)
최나래(1980년 9월 11일 ~ )는 대한민국의 2004년 미스코리아 부산 선(善) 출신이며 모델이다.

## 이력
2002년 모델 첫 데뷔했다. 2004년 미스코리아 부산 선에 입상하였다. 취미는 음악감상이고, 특기는 요리이다.

## 학력
- 부산여자대학 음악학과 전문학사
- 경성대학교 연극영화학 학사